# Jordi Garcia Fernàndez
Jordi Garcia Fernàndez (Barcelona, 22 de novembre de 1963) és un biòleg, el qual la seva recerca se centra en com han aparegut les novetats evolutives presents en transicions clau al llarg de l'evolució dels metazoos. Des del 12 de gener de 2021 ostenta el càrrec de Vicerector de recerca de la Universitat de Barcelona.
Després d'acabar els seus estudis de llicenciatura, en 1992 va publicar la seva tesi doctoral sota la supervisió del Dr. Emili Saló i Boix a la Universitat de Barcelona. Poc després es va traslladar a Oxford per la seva investigació postdoctoral, al laboratori de Peter Holland. En 1998, va publicar un article sobre el clúster Parahox a la revista Nature amb Peter Holland i Nina Brooke.
L'any 2000, Jordi Garcia va rebutjar dirigir el projecte de genoma del anfioxo europeu a causa del pobre estat de la recerca a Espanya. En 2003 va obtenir la seva càtedra com a professor de genètica i en 2007 va ser nomenat professor investigador honorífic pel Merton College, Oxford. Després de ser elegit Director del departament de Genètica en el 2015 i (arran de la fusió de departaments) Director del departament de Genètica, Microbiologia i Estadística de la Facultat de Biologia de la Universitat de Barcelona en el 2016, va aconseguir la plaça de Vicerector de Recerca de la Universitat de Barcelona després de la victòria de l'equip liderat per Joan Guàrdia en les eleccions de desembre de 2020. Al llarg de la seva carrera, ha establert col·laboracions duradores amb diversos grups de recerca, tant nacionals com internacionals com Peter Holland (Oxford), Manuel Irimia (Barcelona), Hector Escrivá (Banyuls de la Marenda) o Jaime Carvajal (Sevilla).
Dins les seves responsabilitats, està coordinant per part de la UB i de forma conjunta amb la Gerència de la UB, l'impuls del BioCluster d'Innovació i Salut que tindrà lloc en el campus de Bellvitge, a L'Hospitalet. Un projecte definit pel Govern de la Generalitat com un projecte estratègic de país. Aquest projecte esta liderat inicialment per 7 socis (Ajuntament de L'Hospitalet, Hospital Universitari de Bellvitge, IDIBELL, Institut Català d'Oncologia, Universitat de Barcelona, Ajuntament d'Esplugues i l'Hospitalet Sant Joan de Déu).